# Claude Arribas
Claude Arribas (Le Mans, 13 agosto 1951) è un ex calciatore francese, di ruolo difensore.

## Carriera
Figlio di José Arribas, avuto anche come allenatore nella sua militanza al Nantes, ha vestito inoltre le maglie di Paris Saint-Germain, Bordeaux, Rennes, Cannes e Angers.

## Palmarès

### Club

#### Competizioni nazionali
- Campionato francese: 1

Nantes: 1972-1973